# Les Estables

Les Estables este o comună în departamentul Haute-Loire, Franța. În 2009 avea o populație de 355 de locuitori.